# کودتای ۲۰۲۱ گینه
کودتای ۲۰۲۱ گینه (انگلیسی: 2021 Guinean coup d'état) در ۵ سپتامبر ۲۰۲۱، رئیس‌جمهور گینه آلفا کنده در پی کودتایی در پایتخت، کوناکری، توسط نیروهای مسلح این کشور دستگیر شد. مامادی دومبویه، فرمانده نیروهای ویژه، در یک پخش تلویزیونی ظاهر شد و بدین‌وسیله انحلال قانون اساسی و دولت را تلویزیون دولتی اعلام کرد.
پس از چندین دهه حکومت استبدادی در گینه، کنده اولین رهبر منتخب دموکراتیک کشور بود. در دوران ریاست‌جمهوری کنده، گینه از منابع طبیعی غنی خود برای بهبود اقتصاد کشور استفاده کرد، اما بخش عمده‌ای از مردم این کشور تأثیرات آن را احساس نکرده بودند. در ۲۰۲۰، کنده طی یک رفراندوم قانون اساسی را تغییر داد تا بتواند برای دوره سوم نیز ریاست‌جمهوری خود را تمدید کند، تغییری بحث‌انگیز در قانون اساسی که باعث اعتراضات گینه در سال‌های ۲۰۱۹–۲۰۲۰ شد. در آخرین سال دوره دوم و سومین دوره ریاست‌جمهوری، کنده با اعتراضات نامزدهای مخالف مواجه شد که به سرکوب پرداخت و برخی از آنها در زندان جان باختند، این در حالی بود که دولت برای مهار افزایش قیمت کالاهای اساسی تلاش می‌کرد. در اوت ۲۰۲۱، در تلاش برای متعادل‌سازی بودجه، گینه افزایش مالیات را اعلام کرد، هزینه پلیس و ارتش را کاهش داد و بودجه دفتر رئیس‌جمهور و مجلس ملی را نیز افزایش داد.
در اول اکتبر ۲۰۲۱، مامادی دومبویه به عنوان رئیس‌جمهور موقت سوگند یاد کرد.